# دون روسیتر
دون روسیتر (انگلیسی: Don Rossiter; ۸ ژوئن ۱۹۳۵ – ۱۸ فوریهٔ ۲۰۱۶) سیاستمدار، و بازیکن فوتبال اهل بریتانیا بود.
از باشگاه‌هایی که در آن بازی کرده‌است می‌توان به باشگاه فوتبال آرسنال و باشگاه فوتبال لیتون اورینت اشاره کرد.